# Осиновский сельсовет (Курганская область)
Оси́новский сельсовет — упразднённая административно-территориальная единица и муниципальное образование со статусом сельского поселения в Каргапольском районе Курганской области Российской Федерации.
Административный центр — село Осиновское.
Законом Курганской области от 30.11.2021 № 136 был упразднён 17 декабря 2021 года в связи с преобразованием муниципального района в муниципальный округ.

## История
В соответствии с Законом Курганской области от 6 июля 2004 года № 419 сельсовет наделён статусом сельского поселения.

## Население
| 1989 | 2002 | 2010 | 2012 | 2013 | 2014 | 2015 |
| ---- | ---- | ---- | ---- | ---- | ---- | ---- |
| 913  | ↘912 | ↘775 | ↘743 | ↗754 | ↗758 | ↘749 |
| 2016 | 2017 | 2018 | 2019 | 2020 |      |      |
| ↘741 | →741 | ↘708 | ↘686 | ↘685 |      |      |

## Состав сельского поселения
| № | Населённый пункт | Тип населённого пункта          | Население |
| - | ---------------- | ------------------------------- | --------- |
| 1 | Колмогоровское   | деревня                         | ↘112      |
| 2 | Осиновское       | деревня, административный центр | ↘473      |
| 3 | Предеина         | деревня                         | ↘190      |